# Kopalnia Węgla Kamiennego „Katowice”
Kopalnia Węgla Kamiennego „Katowice” – kopalnia węgla kamiennego w Katowicach, funkcjonująca w latach 1823–1999 na terenie dzielnicy Bogucice.
Powstała z inicjatywy rotmistrza Ignatzego Ferdinanda von Beyma. Początkowo nosiła nazwę „Ferdinand”, spolszczoną w 1922 roku na „Ferdynand”; nazwę „Katowice” nadano w 1936 roku po włączeniu w skład Wspólnoty Interesów Górniczo-Hutniczych. 1 lipca 1996 roku kopalnię połączono z kopalnią „Kleofas”, tworząc Kopalnię Węgla Kamiennego „Katowice-Kleofas”. Po jej likwidacji, na terenach pokopalnianych kopalni „Katowice” powstała Strefa Kultury, w której wzniesiono siedzibę Narodowej Orkiestry Symfonicznej Polskiego Radia w Katowicach, gmach Muzeum Śląskiego w Katowicach oraz Międzynarodowe Centrum Kongresowe w Katowicach.

## Historia

### Lata 1823–1922

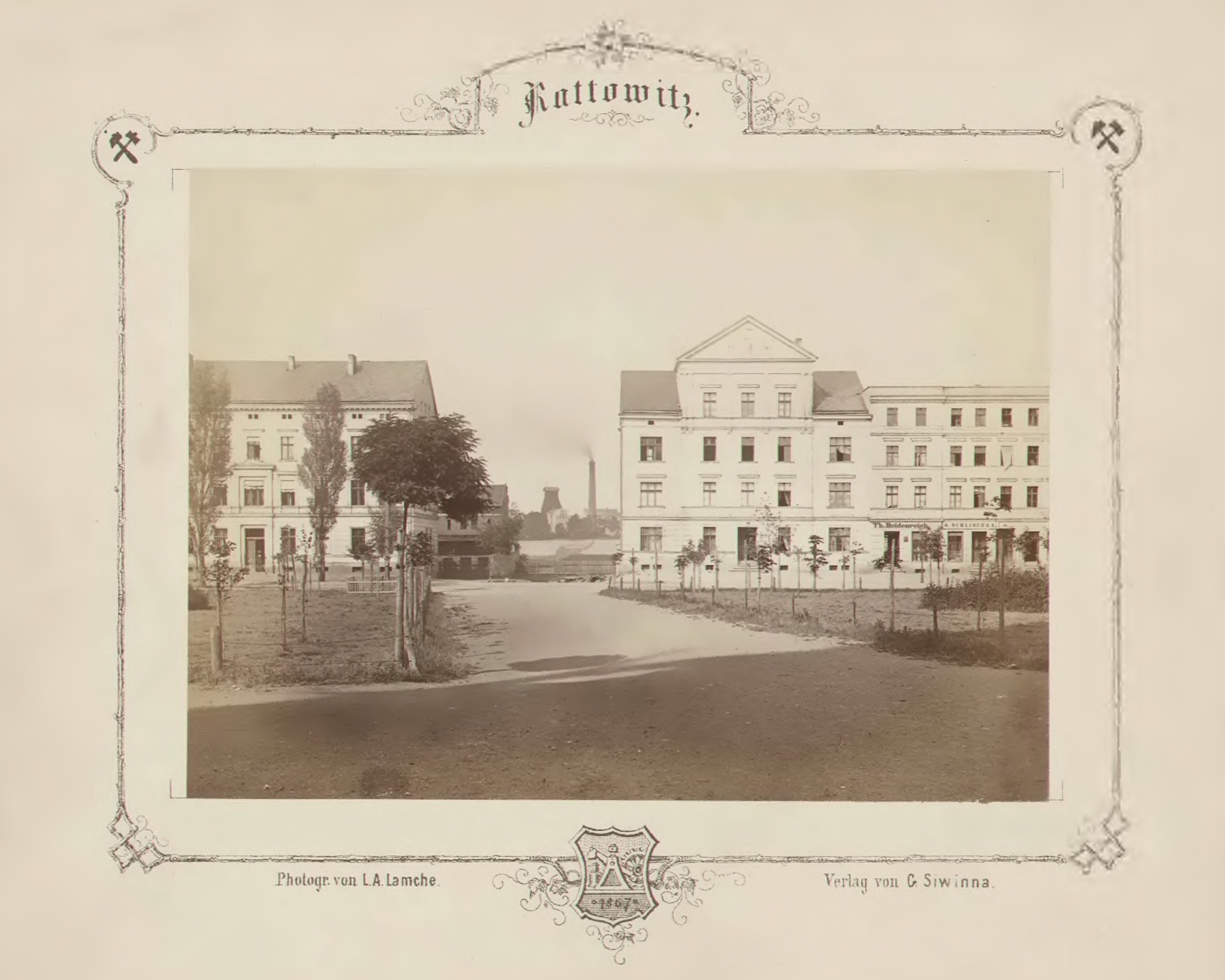
Zdjęcie z około 1872 roku z publikacji Album von Kattowitz; w tle zabudowa kopalni „Ferdinand” (późn. „Katowice”)

Kopalnia „Katowice” została założona w 1823 roku w Bogucicach (późniejsza część Katowic), w okresie szybkiego rozwoju przemysłu cynkowego, a wraz z tym silnego wzrostu popytu na węgiel. Nadanie uzyskała w Brzegu 3 maja, potwierdzone w Berlinie 21 maja 1823 roku. Wniosek o jej nadanie w Górnośląskim Urzędzie Górniczym w Tarnowskich Górach złożył 8 sierpnia 1822 roku rotmistrz i faktor solny Ignatz Ferdinand von Beym. Nowy zakład otrzymał nazwę „Ferdinand”, pochodzącą od jego imienia.
Kopalnia należała do gwarectwa utworzonego 14 października 1823 roku. Najwięcej kuksów na zasadzie prawa współwłasności miał ordynat mysłowicki Stanisław Mieroszewski (61 kuksów), Ignatz Ferdinand von Beym posiadał 20 kuksów, a tarnogórski kupiec Izaak Freund 29 kuksów. Ponadto 12 kuksów miał budowniczy kopalni Wilhelm Wedding z Katowic, a 4 kuksy otrzymała kasa bracka. W 1839 roku kopalnia przeszła w całości na własność Franza i Marii von Winckler – spisano wówczas umowę, na mocy której przejęli od ordynata mysłowickiego Aleksandra Mieroszewskiego posiadłości w graniach ordynacji.
W początkowym okresie działalności kopalni „Ferdinand” głębokość szybów nie przekraczała dwudziestu kilku metrów, urabianie i transport urobku oraz wyciąganie go na powierzchnię odbywało się ręcznie za pomocą kołowrotów, liczba pracowników wynosiła 29–54 osób, a roczne wydobycie wahało się w granicach 4–8 tys. ton węgla kamiennego. Zakład nie rozwijał się wówczas dynamicznie, co spowodowane było spadkiem popytu na węgiel ze względu na panujący wówczas kryzys górnośląskiego przemysłu cynkowego, zapoczątkowany w 1823 roku, czyli w roku otwarcia kopalni „Ferdinand”.

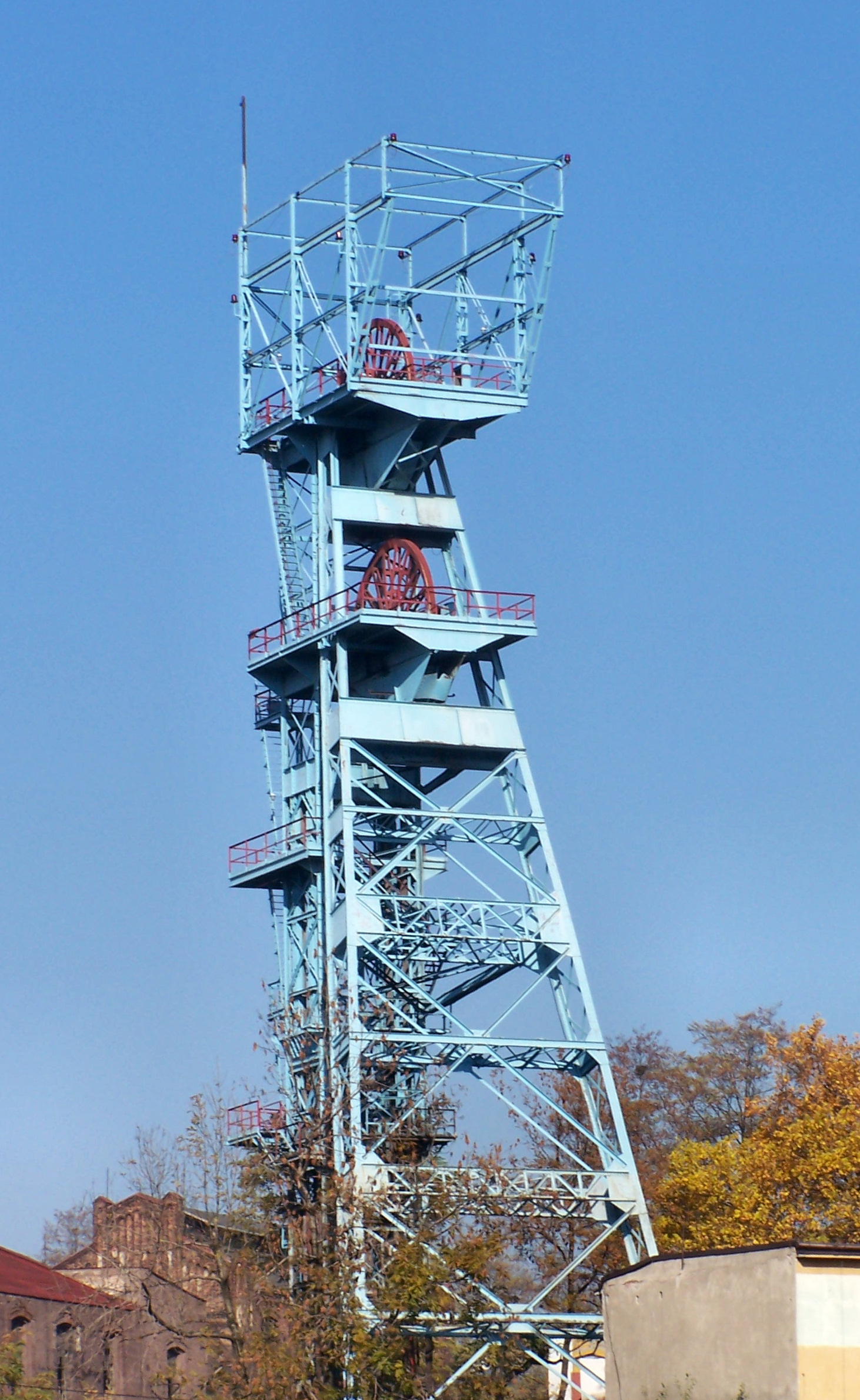
Wieża szybowa szybu „Warszawa II” w październiku 2005 roku

9 sierpnia 1844 roku kopalnię połączono z polem górniczym „Bertram”, położonym na południe i wschód od zakładu. W 1849 roku na szybie „Bruno” zainstalowano pierwszą parową maszynę wyciągową o mocy 4 KM, którą po czterech latach rozebrano i zastąpiono wyciągiem wodnym, czynnym przez kolejne kilka lat w szybie „Gustaw”. W latach 50. XIX wieku wraz ze wzrostem zapotrzebowania na węgiel przystąpiono do budowy nowych szybów – „Nottebohm” (nazwany na cześć Heinricha Moritza Augusta Nottebohma, architekta Katowic) i „Gruschka” (późn. „Gwarek”), które na początku lat 60. XIX wieku osiągnęły głębokość około 100 m. W tym czasie większość wydobycia szła na potrzeb hut cynku.
W 1865 roku rozpoczęto budowę szybu „Mauve” (późn. „Warszawa”), który po czterech latach osiągnął głębokość 200 m. Zainstalowano w nim pompę parową systemu Woolfa o mocy 700 KM. W 1871 roku kopalnia posiadała już 8 maszyn parowych o łącznej mocy 1196 KM. Mechanizacja pozostałych kopalń w rejonie Katowic następowała wówczas nieco wolniej.
W listopadzie 1875 roku na skutek wdarcia się wody ze starych zrobów nastąpiło zatopienie dolnych poziomów wydobywczych, co spowodowało unieruchomienie kopalni aż do czerwca 1877 roku. Po wznowieniu pracy zakład dalej był rozbudowywany. W 1883 roku na poziomie 300 m wprowadzono zmechanizowany przewóz za pomocą liny bez końca przesuwanej przez maszynę parową. W 1886 roku drewniane wozy do transportu urobku zaczęto zastępować bardziej trwałymi, z blachy stalowej.
25 listopada 1885 roku kopalnia „Arthur” wraz z zakładami i polami górniczymi „Belle-Alliance”, „Belle-Alliance II”, „Pfarrfeld” i „Kattowitz” została przyłączona do skonsolidowanej kopalni „Ferdynand” (niem. Consolidierte Ferdinandgrube). Pola te nadano w latach 1838–1884, a po powiększeniu obszaru górniczego kopalnia „Ferdinand” osiągnęła powierzchnię 6473 tys. m². Pole to rozciągało się pod Bogucicami, Koszutką i Katowicami aż do Karbowej, a także sięgało do Załęża, Dębu i Dąbrówki Małej.
W 1887 roku oddano do użytku sortownię i płuczkę o zdolności przeróbczej na poziomie 1500–1750 t na 10 godzin pracy. Zbudowana została przez konstruktora Lühriga.

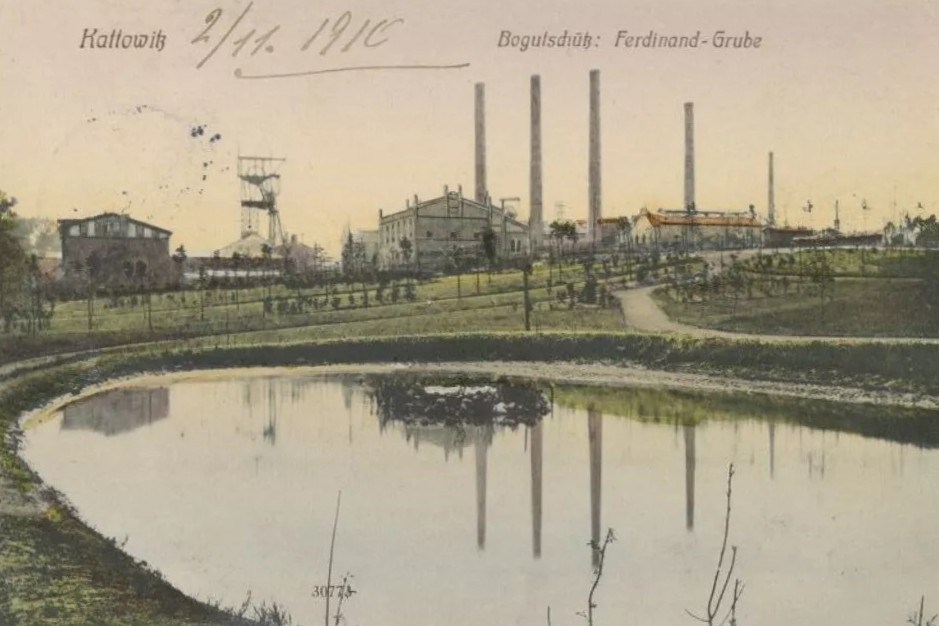
Kopalnia „Ferdinand” (późn. „Katowice”) na widokówce wydanej około 1910 roku

Od 1889 roku kopalnia należała do Katowickiej Spółki Akcyjnej dla Górnictwa i Hutnictwa, utworzonej przez Huberta von Tiele-Wincklera. W tym czasie dysponowała ona 16 maszynami parowymi o łącznej mocy 2576 KM. W 1893 roku w szybie „Beniamin” (późn. „Bartosz”) zainstalowano nową maszynę wyciągową o wydajności 200 t/h. Wzniesiono nową sortownię o zdolności przeróbczej do 225 t/h. Kopalnia otrzymała także własną elektrownię, wytwarzającą prąd zmienny o napięciu 500 V. Została ona oddana do użytku w 1896 roku.
W 1900 roku w kopalni na poziomie 300 m zainstalowano pierwszą na Górnym Śląsku pompę odwadniającą z napędem elektrycznym o wydajności 1,5 m³/min, a w kolejnych latach do transportu podziemnego wprowadzono lokomotywy elektryczne, które rozpowszechniły się dopiero po I wojnie światowej. Wybieranie węgla odbywało się na zawał, a w latach 1901–1906 zaczęto stosować podsadzkę hydrauliczną. Piasek podsadzkowy wybierano w pobliżu szybu „Norma” (późn. „Bema”).
Od 19 kwietnia do 15 maja 1913 roku trwał na kopalni strajk, do którego przystąpiła cała załoga kopalni. Miał on na celu uzyskanie ośmiogodzinnego dnia pracy i prawa do używania języka polskiego. Był to pierwszy strajk zorganizowany w kopalni.
Inwestycyjny rozwój kopalni został zahamowany w 1914 roku wraz z wybuchem I wojny światowej. W tym czasie część załogi kopalni powołano do wojska, wskutek czego zmniejszyła się liczba robotników i spadło wydobycie.

### Lata 1922–1945
W 1922 roku część Górnego Śląska wraz z terenami kopalni „Ferdinand” została włączona do nowo odrodzonego państwa polskiego, a sama kopalnia została przemianowana na „Ferdynand”. W 1924 roku tereny Bogucic, a wraz z tym kopalnia „Ferdynand”, zostały włączone do Katowic.
Jeszcze w 1922 roku rozpoczęto w Bogucicach budowę nowej kopalni, lecz w sierpniu 1925 roku przerwano tę inwestycję wobec pogorszenia się sytuacji gospodarczej. Szyby tej kopalni były następnie wykorzystywane przez kopalnię „Ferdynand” jako wentylacyjne.
W latach międzywojennych prowadzono dalszą mechanizację prac dołowych, m.in. do odstawy urobku zaczęto stosować przenośniki taśmowe. Wzrosła też moc zainstalowanych w kopalni maszyn parowych – z 7900 KM w 1913 roku do 21 940 KM w 1926 roku. Od 1930 roku dozór kopalni stanowili już w większości Polacy – absolwenci Akademii Górniczo-Hutniczej z Krakowie oraz akademii górniczych z Leoben (Uniwersytet Leoben) i Petersburga.
W 1932 roku, ze względu na trwający wówczas wielki kryzys gospodarczy, zdecydowano o zamknięciu kopalni „Ferdynand”. Została ona ponownie uruchomiona jesienią następnego roku. W 1936 roku kopalnia wraz z Katowicką Spółką Akcyjną dla Górnictwa i Hutnictwa weszła w skład Wspólnoty Interesów Górniczo-Hutniczych. Jeszcze w tym samym roku, 15 września, kopalnia została przemianowana na „Katowice”.

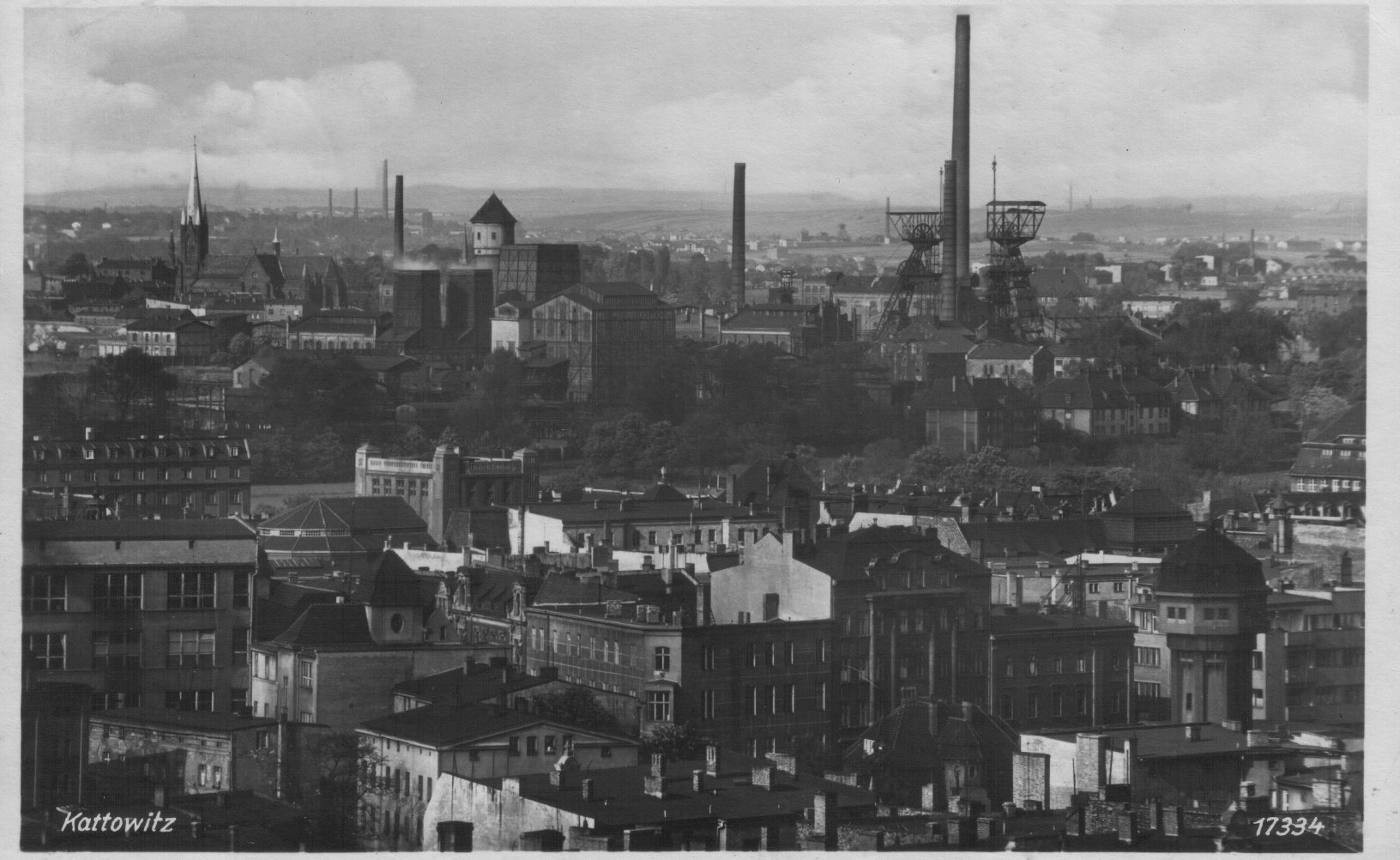
Zdjęcie z czasów II wojny światowej przedstawiające fragment centrum Katowic (na pierwszym tle) oraz Bogucice (w tle), w tym kopalnię „Ferdinand” (późn. „Katowice”)

Kopalnia „Katowice” aż do 1937 roku znajdowała się w trudnej sytuacji ekonomicznej. Wobec braku popytu na węgiel eksploatowano tylko niektóre podkłady, a roczne wydobycie nie przekraczało dwustu kilkudziesięciu tys. ton. Poszczególne grupy górników po przepracowaniu kilku miesięcy otrzymywały bezpłatne urlopy turnusowe. W 1936 roku kierownictwo kopalni zamierzało przedłużyć czas trwania urlopów turnusowych z 1 do 3 miesięcy, co doprowadziło do strajku załogi w dniach 27 i 28 sierpnia i w efekcie do wycofania się z tych planów.
Po zajęciu Katowic przez III Rzeszę w okresie II wojny światowej, w 1939 roku kopalna została wcielona pod komisaryczny zarząd Haupttreuhandstelle Ost, który z kolei przekazał ją niemieckiemu koncernowi Reichswerke Hermann Göring. Koncern ten utworzył przedsiębiorstwo filialne pn. Górnośląski Zarząd Kopalń i Zakładów Rzeszy Hermann Göring z siedzibą w Katowicach, które zarządzało m.in. 20 przejętymi kopalniami węgla kamiennego. Kopalnię „Katowice” przemianowano ponownie na „Ferdinand” (nazwa funkcjonowała do 1945 roku).
Już w pierwszym miesiącu okupacji usunięto z kopalni polski personel kierowniczy i większość personelu nadzorczego, wprowadzając na ich miejsce Niemców. Od 1942 roku w zaczęto zatrudniać w kopalni jeńców wojennych, więźniów i robotników z pozostałych terenów okupowanej Polski. Dla zwiększenia wydobycia przedłużono czas pracy – w 1944 roku wynosił on 11,5 godz. na dobę.
Pod koniec okupacji Niemcy planowali zatopić kopalnię. 24 stycznia 1945 roku założono ładunki wybuchowe w kotłowni, sprężarkach, odwodnieniu głównym oraz w podszybiach poziomu 300 i 500 m. Działająca w konspiracji Rada Komitetu Ochrony Kopalni pod przewodnictwem Zygmunta Żurawskiego w nocy z 24 na 25 stycznia po uprzednim unieszkodliwieniu ładunków przejęła kopalnię we władanie aż do dnia wyzwolenia Katowic z niemieckiej okupacji.

### Po 1945 roku

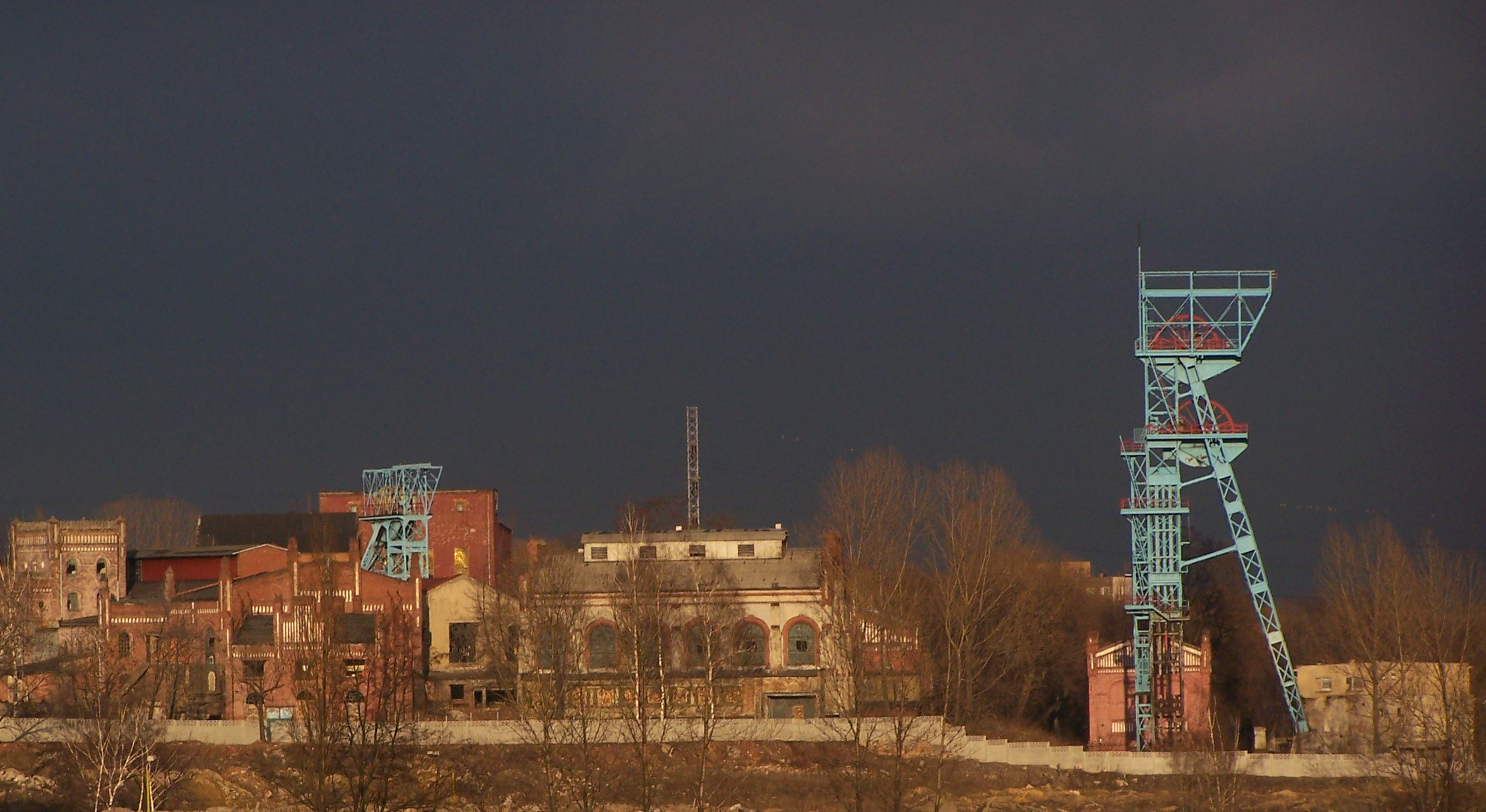
Zabudowa pokopalniana kopalni „Katowice” w kwietniu 2006 roku

Wydobycie węgla w kopalni „Katowice” wznowiono tuż po przejściu frontu. Pierwszy pociąg z węglem kamiennym dla Warszawy odjechał 30 stycznia 1945 roku. Od 1945 roku zakład należał do Katowickiego Zjednoczenia Przemysłu Węglowego. W latach 1953–1956, wraz z przemianowaniem miasta na Stalinogród, również i kopalnia nosiła tę nazwę. W latach 70. XX wieku pozwolono kopalni „Katowice” na wydobycie węgla kamiennego w filarze ochronnym, pod terenami osiedla I.J. Paderewskiego, co miało negatywne skutki dla infrastruktury miasta i środowiska naturalnego. 4 grudnia 1973 roku odbyła się uroczystość 150-lecia kopalni, w której brali udział m.in. I sekretarz KC PZPR Edward Gierek oraz minister górnictwa i energetyki Jan Mitręga. Rada Państwa nadała natomiast zakładowi Order Sztandaru Pracy I klasy.

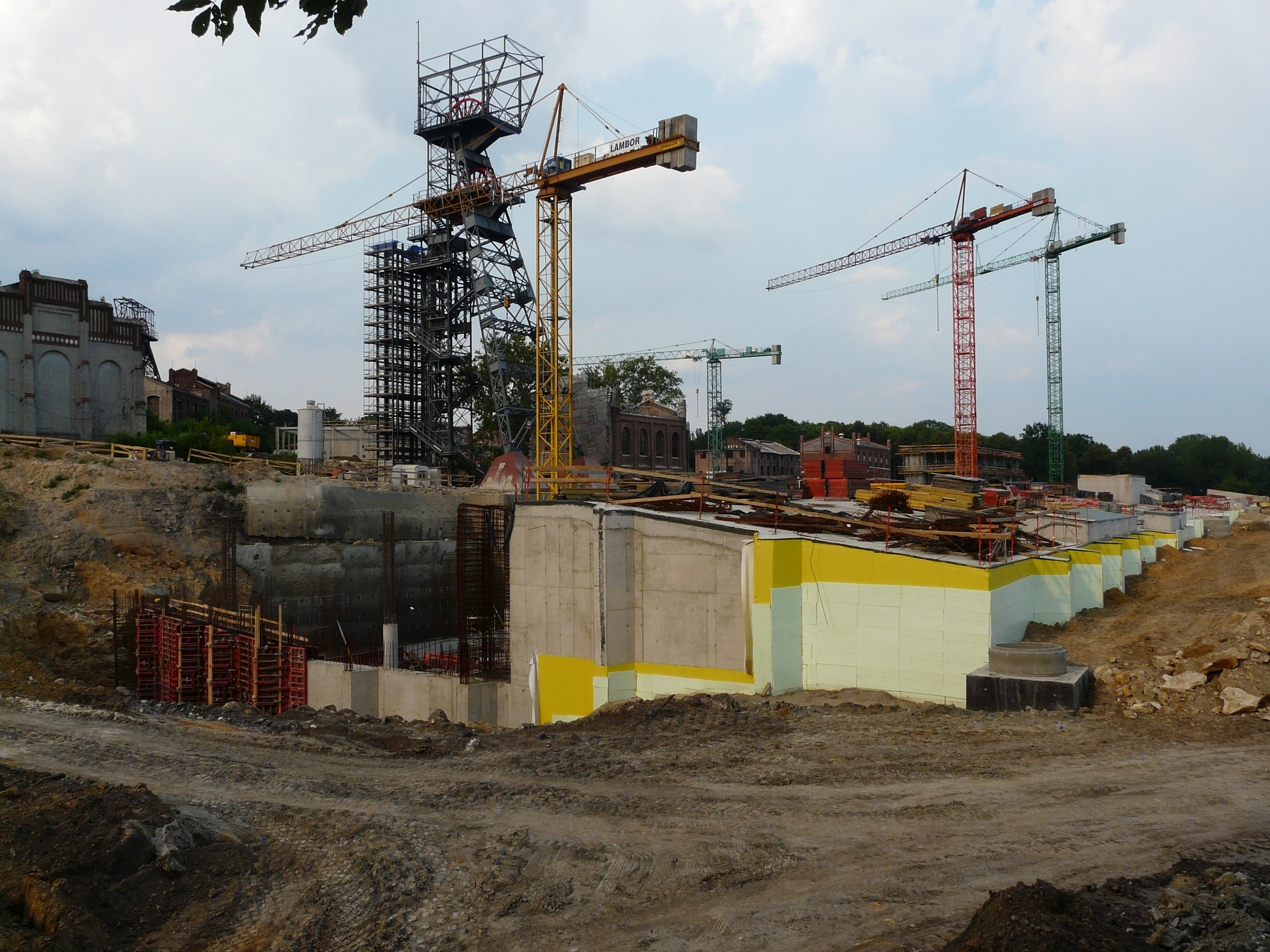
Budowa siedziby Muzeum Śląskiego w Katowicach na terenach pokopalnianych kopalni „Katowice” w lipcu 2012 roku

W marcu 1980 roku wprowadzono czterobrygadowy system pracy, do którego zakład nie był przygotowany pod względem organizacyjno-technicznym. Został on zlikwidowany 3 września tego samego roku po podpisaniu porozumień jastrzębskich. We wrześniu tego samego roku powołano NSZZ „Solidarność” KWK „Katowice”, do którego do końca tego samego roku wstąpiło około 80% pracowników kopalni. W 1982 roku kopalnia weszła w skład Zrzeszenia Kopalń Węgla Kamiennego w Katowicach.
W 1993 roku kopalnia „Katowice” weszła w skład Katowickiego Holdingu Węglowego. 26 czerwca 1996 roku kopalnię „Katowice” połączono z kopalnią „Kleofas”, powołując Kopalnię Węgla Kamiennego „Katowice-Kleofas” podzieloną na Ruch I – „Kleofas” i Ruch II – „Katowice”. W tym czasie Ruch II dysponował polem górniczym o powierzchni 8,6 km² i siedmioma szybami, a wydobycie prowadzono na poziomie 530 i 630 m.
W związku ze stałą nierentownością zakładu w latach 90. XX wieku, w 1999 roku zakończono jego działalność. W lipcu tego samego roku zakończono wydobycie, a prace likwidacyjne ruchu „Katowice” trwały do 30 czerwca 2001 roku. 2 lipca 2001 roku likwidowaną kopalnię kupiła Spółka Restrukturyzacji Kopalń. Została ona przekształcona w oddział terenowy spółki, na obszarze którego powstał Rejon Katowice Centralnego Zakładu Odwadniania Kopalń w Czeladzi, odpowiedzialny za zabezpieczenie kopalni „Staszic” przed zagrożeniem wodnym.
W 2011 roku na terenie zlikwidowanej kopalni „Katowice” rozpoczęto budowę siedziby Muzeum Śląskiego w Katowicach, które otwarto 26 czerwca 2015 roku. Stała się ona jednym z obiektów Strefy Kultury, a na zachód od niej powstała jeszcze siedziba Narodowej Orkiestry Symfonicznej Polskiego Radia i Międzynarodowe Centrum Kongresowe.

## Wydobycie

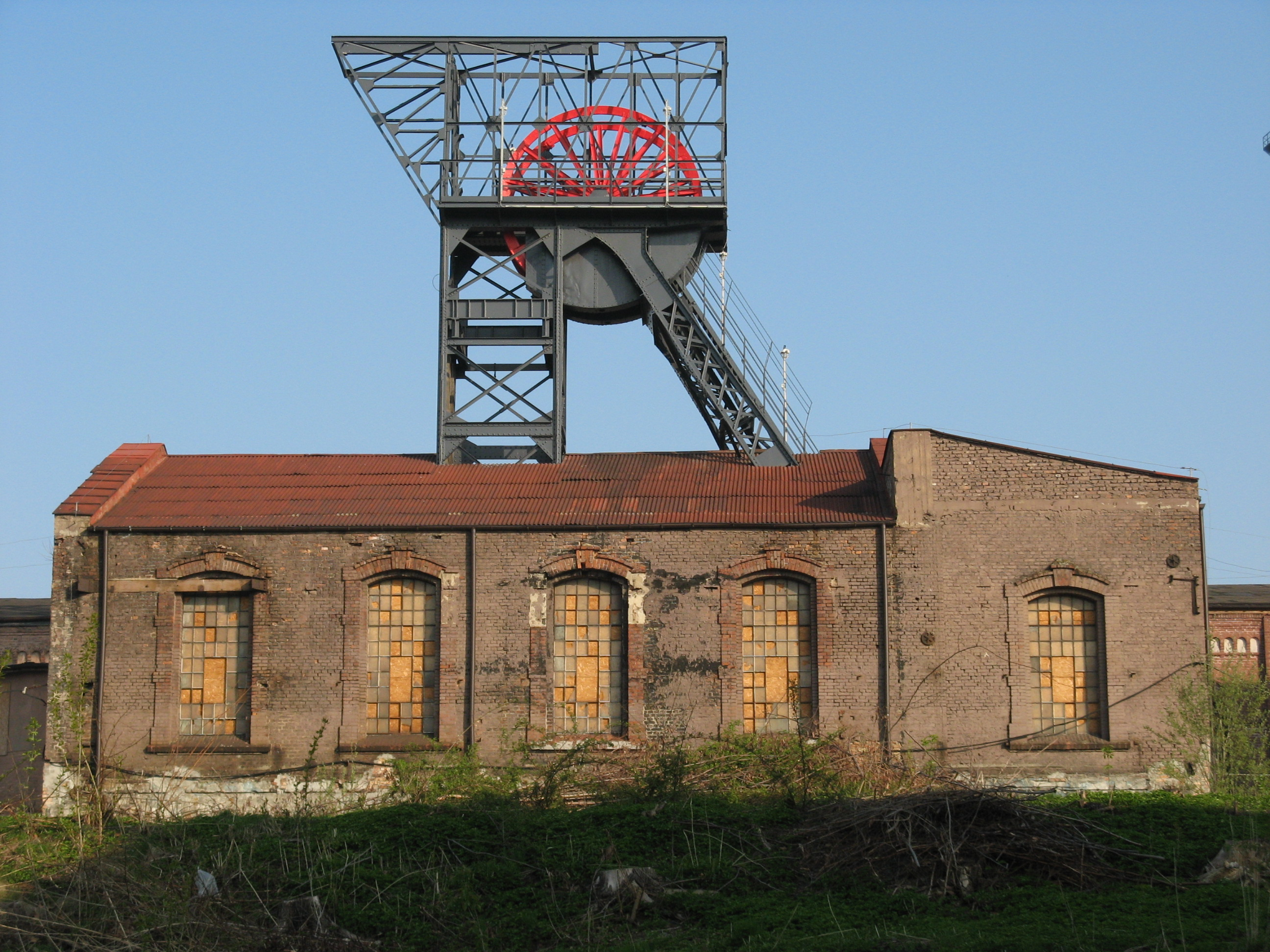
Nadszybie szybu „Bartosz” wraz z wieżą wyciągową w kwietniu 2010 roku

Eksploatację w kopalni „Ferdinand” rozpoczęto w 1823 roku na wychodni pokładu 407/4 o grubości ok. 1,5 m. Prawdopodobnie początkowo wydobywano węgiel kamienny odkrywkowo, a w pierwszym roku istnienia zakładu pozyskano ok. 3,1 tys. ton węgla kamiennego przy zatrudnieniu 44 robotników. W kolejnym roku rozpoczęto eksploatację podkładu 407/1. Wkrótce też przystąpiono do budowy szybów wydobywczych, lecz do lat 30. XIX wieku ich głębokość nie przekraczała około 20 m. W 1856 roku przygotowano pokład nr IX (409) o grubości około 3 m do eksploatacji podpoziomowej. W 1861 roku wydobyto 57,7 tys. ton węgla kamiennego przy zatrudnieniu na poziomie 336 osób. W 1873 roku z kopalni wydobyto 72,7 tys. ton węgla kamiennego.
W 1881 roku założono nowy poziom wydobywczy na głębokości 300 m, udostępniony szybem „Beniamin”, a wraz z nowymi inwestycjami wzrósł poziom wydobycia węgla kamiennego, który w 1889 roku osiągnął poziom 452 tys. ton. W tym czasie eksploatowano pokłady o grubości 2–3 m. Były to: V (405), Nadzieja (416), Blücher (418), Fanny (501) i Karolina (510). Zatrudnionych było wówczas 904 mężczyzn i 119 kobiet, a ogólna wydajność dzienna na jednego robotnika wynosiła 1541 kg.

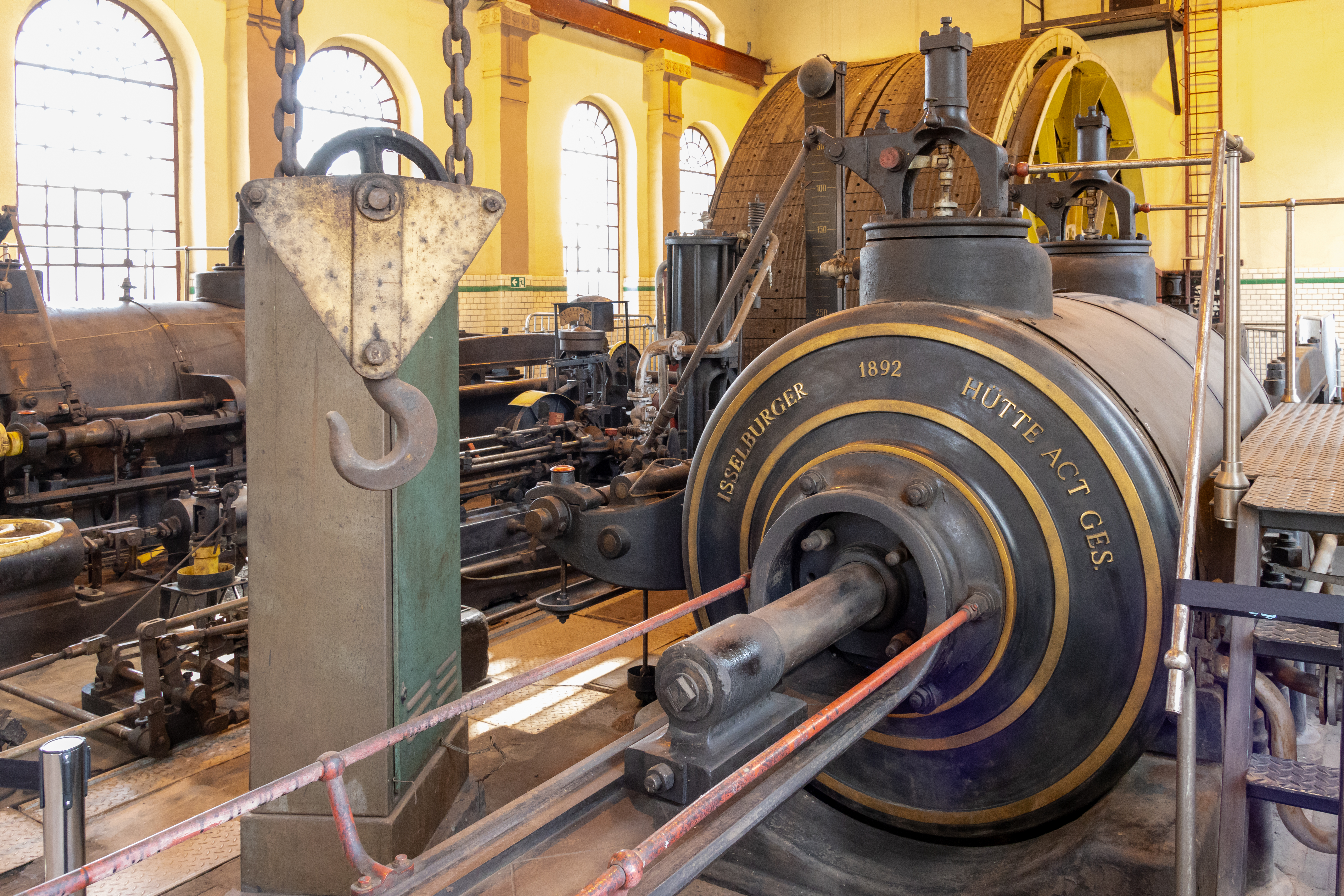
Parowa maszyna wyciągowa w maszynowni szybu „Bartosz” (2024)

W latach 90. XIX wieku oddano do eksploatacji trzeci poziom wydobywczy na głębokości 390 m, udostępniony szybem „Gruschka” (późn. „Gwarek”). Pogłębiono także szyb „Mauve” (późn. „Warszawa II”), za pomocą którego udostępniono czwarty poziom wydobywczy. W latach 1890–1912 wydobycie węgla kamiennego w kopalni wzrosło prawie dwukrotnie. W 1892 roku w kopalni „Ferdinand” wydobyto 476,1 tys. ton, a w 1912 roku 1071 tys. ton węgla kamiennego. W 1913 roku wydobycie wyniosło 1061,77 tys. ton, lecz w okresie I wojny światowej uległo ono spadkowi – do 859 tys. ton w 1917 roku. Zakład należał w tym czasie do kopalń średniej wielkości; jego zasoby w 1920 roku szacowano na 283 mln ton.
W 1922 roku w kopalni wydobyto 679,4 tys. ton przy zatrudnieniu 4030 osób. W 1929 roku było to odpowiednio 930 tys. ton i 2937 osób, a w 1936 roku 280,5 tys. ton i 666 osób. W następnych latach poprawiła się sytuacja ekonomiczna, a wraz z tym poziom wydobycia – w 1937 roku wydobyto 561 tys. ton węgla kamiennego, a liczba robotników wzrosła do 1062.
W okresie niemieckiej okupacji podczas II wojny światowej ze względu na duże zapotrzebowanie na węgiel kamienny zwiększono jego produkcję w kopalni „Ferdinand” do około miliona ton rocznie, przede wszystkim przez zwiększenie liczby robotników. W 1940 roku w kopalni wydobyto 1069,5 tys. ton węgla kamiennego przy zatrudnieniu na poziomie 2127 osób. W 1944 roku było to odpowiednio 1211,4 tys. ton i 2883 osoby.
W 1979 roku w kopalni wydobyto 1895,5 tys. ton, a w 1982 roku 1,6 mln ton węgla kamiennego przy zatrudnieniu 3,9 tys. osób. Ostatnią tonę węgla kamiennego wydobyto z kopalni 1 lipca 1999 roku.

## Szyby
W 1999 roku Ruch II „Katowice” kopalni „Katowice-Kleofas” posiadał następujące szyby:
- „Gwarek” (pierwotnie „Gruschka”) – szyb wydobywczy, materiałowy i wdechowy; głębiony w latach 1859–1944; o głębokości 665,4 m p.p.t.; przeznaczony do transportu urobku z poziomu 630 m i jazdy ludzi z poziomów 300, 500 i 630 m[43],
- „Warszawa I” i „Warszawa II” (pierwotnie „Mauve”) – szyb dwuprzedziałowy, wdechowy; głębiony w latach 1865–1901 i około 1913 roku; o głębokości 481,8 m p.p.t.; szyb „Warszawa I” służył do jazdy ludzi i transportu materiałów na poziomy 300 i 500 m, a szyb „Warszawa II” do transportu urobku z poziomu 500 m oraz jazdy ludzi z poziomów 300 i 500 m[43],
- „Bogucice” (pierwotnie „Richard”) – szyb podsadzkowy i wydechowy; głębiony w latach 1895–1907; o głębokości 341,84 m p.p.t.[43],
- „Południowy” (pierwotnie „Katowice”) – szyb materiałowy i wydechowy; głębiony w latach 1923–1952; o głębokości 477,31 m p.p.t.[43],
- „Bartosz II” – szyb materiałowy i wdechowy; głębiony w latach 1988–1990; o głębokości 672,90 m p.p.t.[43]

## Działalność okołozakładowa

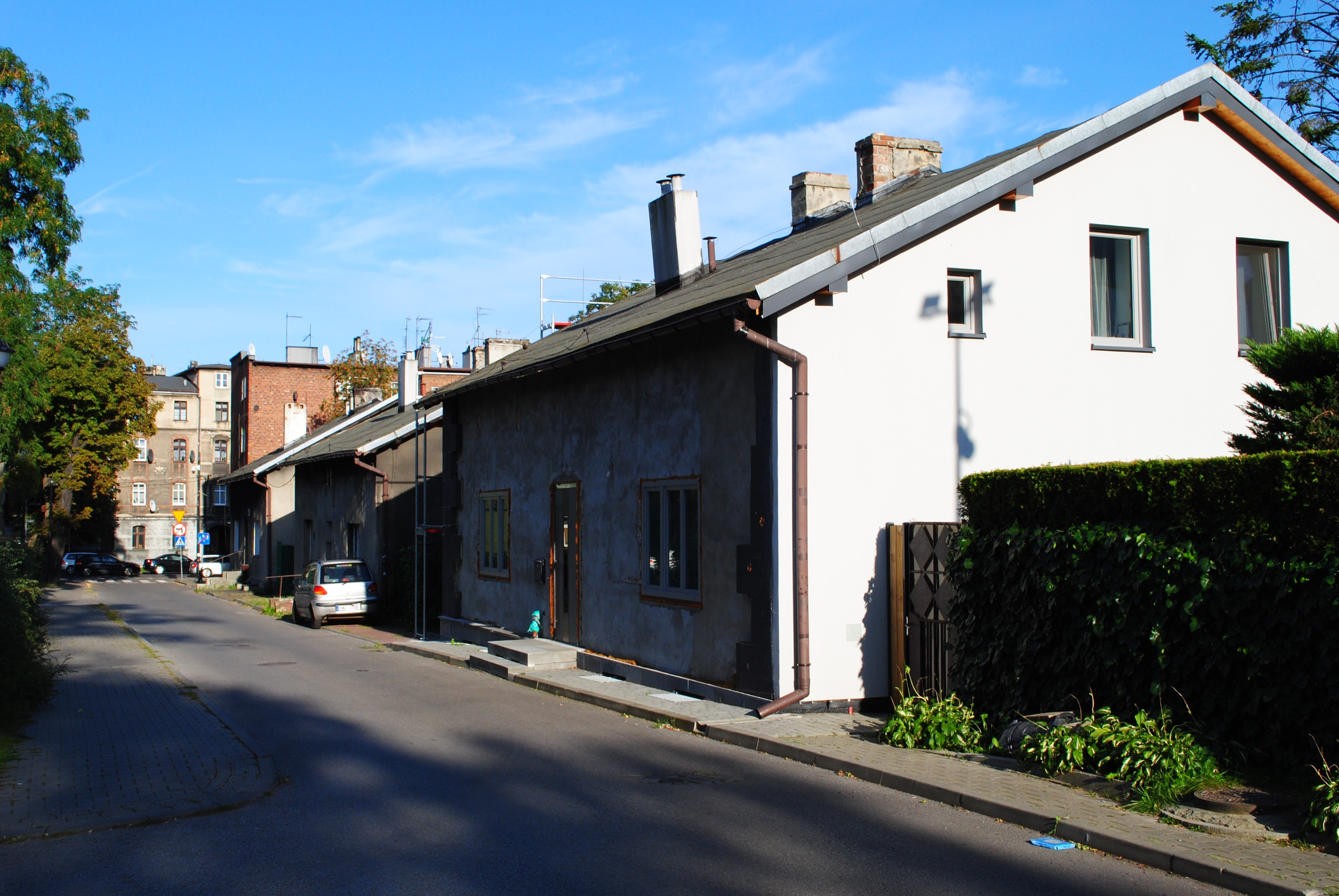
Kolonia robotnicza kopalni „Ferdinand” (późn. „Katowice”) przy obecnej ulicy Sztygarskiej w Katowicach (2020)

Kopalnia prowadziła rozbudowaną działalność socjalną na rzecz swoich pracowników i mieszkańców Bogucic. Od lat międzywojennych rozwijała szkolnictwo zawodowe, a także prowadziła przedszkola kopalniane w Bogucicach i Zawodziu. Organizowała opiekę zdrowotną, wczasy w domach wczasowych i ośrodkach kolonijnych, a także patronowała rozwojowi turystyki zakładowej, organizacjom kultury i sportu.
Pierwsza kolonia robotnicza kopalni „Ferdinand” („Katowice”) powstała przy późniejszej ulicy Sztygarskiej w Katowicach – widoczna jest na planie Bogucic z lat 80. XIX wieku, a według stanu z 2017 roku zachowane są trzy domy kolonii po południowej stronie ulicy. Przy obecnej ulicy Nadgórników około 1908 i w 1910 roku powstały cztery domy, natomiast dwa lata później wzniesiono domy noclegowe przy ulicy Kopalnianej 4 i 5. W 1987 roku kopalnia była właścicielem 165 budynków mieszkalnych z 1506 mieszkaniami.

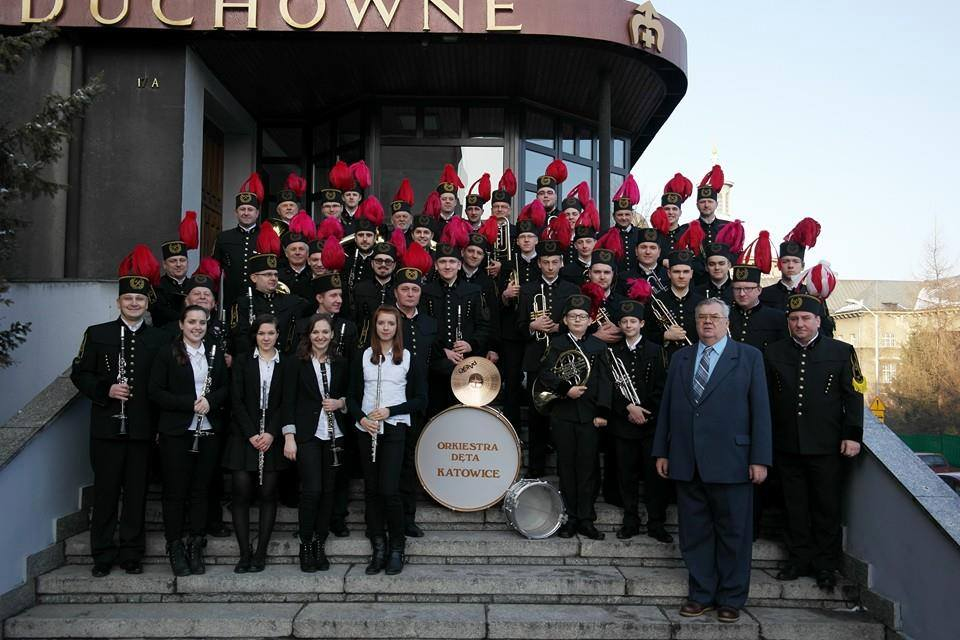
Członkowie Orkiestry Dętej Katowice w styczniu 2015 roku

W 1934 roku z inicjatywy Jana Bogusza powstała orkiestra dęta kopalni „Katowice”. Po raz pierwszy wystąpiła na dożynkach w parku T. Kościuszki we wrześniu 1934 roku. W 1945 roku została reaktywowana. W 1976 roku kapelmistrzem został Stefan Łebek. Orkiestra jest zapraszana na koncerty zagranicą, a także występuje na lokalnych uroczystościach. Od 1990 roku uczestniczy w pielgrzymkach do Piekar Śląskich.
Na początku lutego 1945 roku przy Związku Zawodowym Górników Kopalni „Katowice” powstała świetlica kopalni „Katowice”. Skupiła przedwojenne polskie organizacje, w tym chór męski im. Juliusza Ligonia, Klub Sportowy „20” Bogucice, Towarzystwo Mandolinistów „Chopin” czy orkiestrę dętą. Działała tam czytelnia i organizowano różnego typu imprezy. Na bazie zakładowego Klubu Górnika decyzją Ministerstwa Kultury i Sztuki z 16 czerwca 1956 roku powołano Zakładowy Dom Kultury KWK „Katowice” im. Juliusza Słowackiego. Jego siedziba mieściła się przy ulicy ks. L. Markiefki 44a.

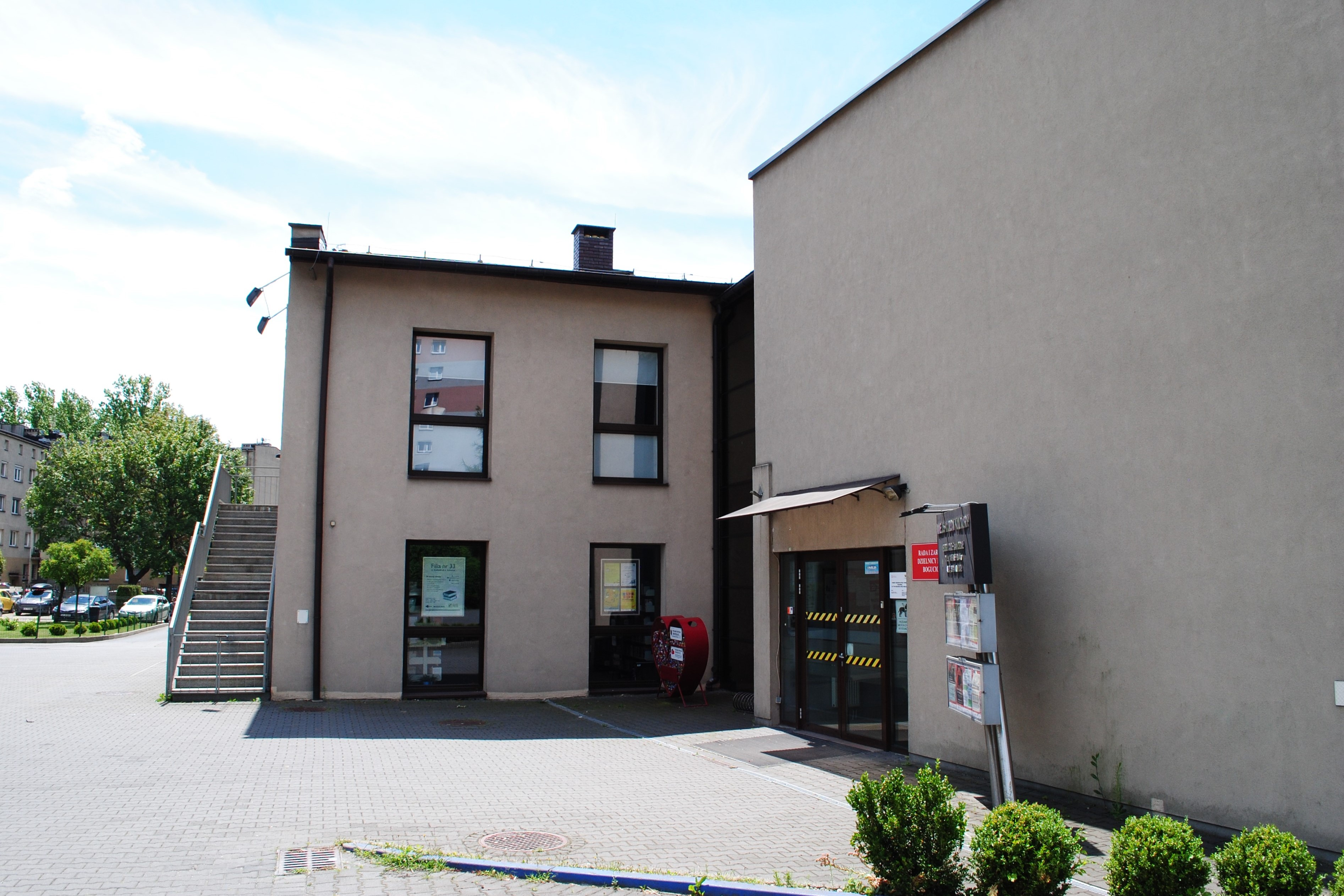
MDK „Bogucice-Zawodzie” (2024)

W 1956 roku w strukturach Zakładowego Domu Kultury KWK „Katowice” znalazł się zespół baletowy i zespół mieszany, a w 1957 roku funkcjonowały tutaj zespoły: pieśni i tańca, akordeonistów oraz mandolinistów. Od 1958 roku działała w domu kultury grupa plastyków „Gwarek 58”, a kilkoro z nich było na przełomie lat 50. i 60. XX wieku uczestnikami zajęć plastycznych prowadzonych przez Stefana Suberlaka.
W 1997 roku budynek domu kultury został przejęty przez miasto Katowice, a od tego czasu placówka stała się filią Miejskiego Domu Kultury „Zawodzie” – późniejszy Miejski Dom Kultury „Bogucice-Zawodzie” w Katowicach.
Zasadnicza Szkoła Górnicza przy kopalni „Katowice” została oddana do użytku 1 września 1952 roku, z siedzibą przy ulicy ks. F. Ścigały 9. Kształciła w zawodach: górnik, elektromonter górnictwa podziemnego, mechanik maszyn i urządzeń górnictwa podziemnego, monter układów elektrycznych oraz mechanik obwodów elektronicznych. W 1952 roku uczęszczało do niej 124 uczniów, a w 1965 roku było ich 329. Szkoła dla potrzeb górnictwa przestała kształcić pod koniec XX wieku.

## Zagospodarowanie terenów pokopalnianych

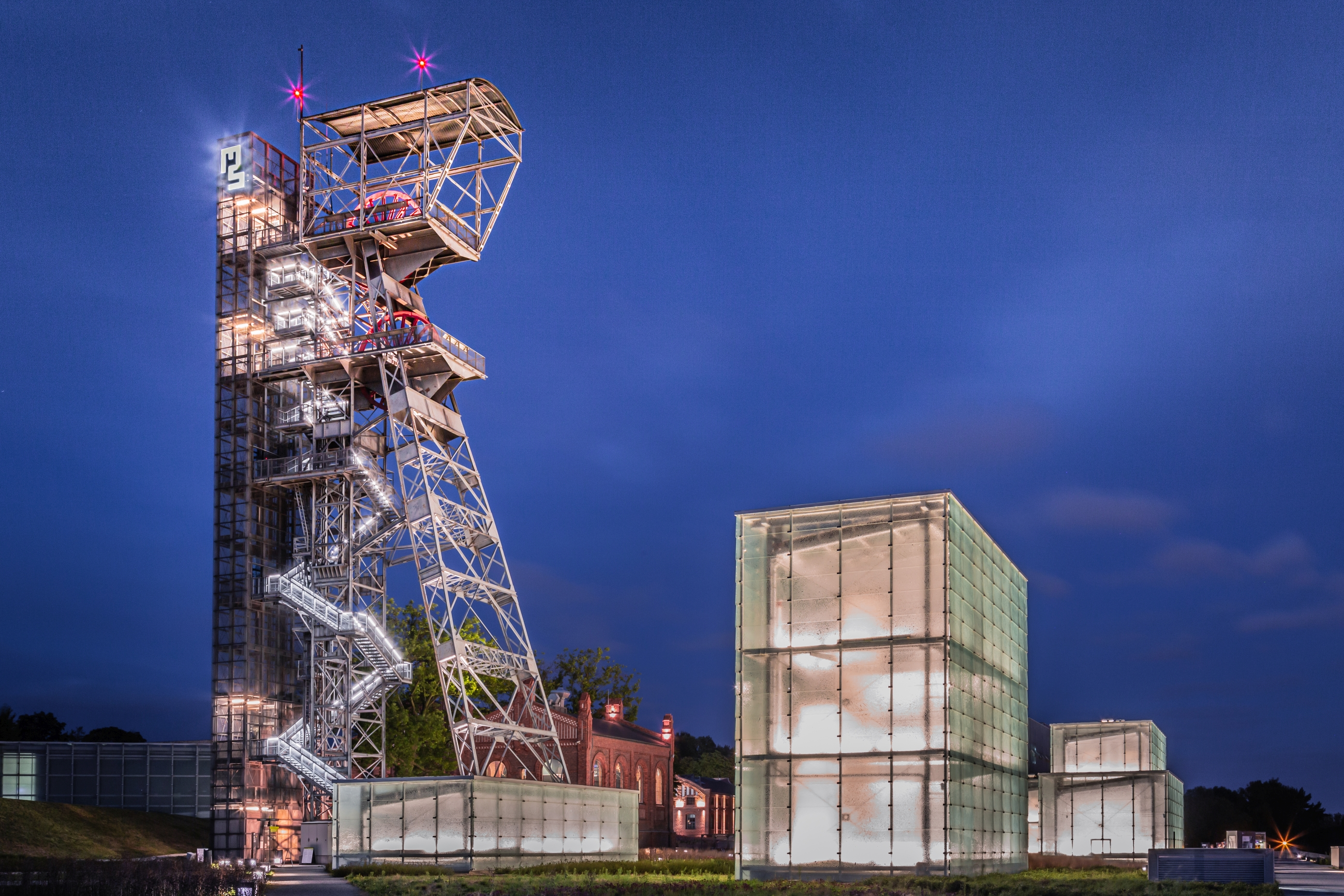
Muzeum Śląskie w Katowicach (2023)

Obszar zlikwidowanej kopalni „Katowice” znajduje się na terenie dzielnicy Bogucice w Katowicach, w sąsiedztwie Śródmieścia. Jej tereny, ciągnące się na wschód od hali widowiskowo-sportowej „Spodek”, zostały przekształcone w Strefę Kultury, w której wzniesiono Międzynarodowe Centrum Kongresowe, siedzibę Narodowej Orkiestry Symfonicznej Polskiego Radia w Katowicach oraz siedzibę Muzeum Śląskiego w Katowicach, obejmując teren wysunięty najbardziej na wschód, z zabytkową zabudową pokopalnianą.
Inicjatywa adaptacji na cele muzealne budynków poprzemysłowych zlikwidowanej kopalni „Katowice” pojawiła się w 2003 roku. 31 grudnia 2004 roku doszło do zamiany terenów pomiędzy Muzeum Śląskim w Katowicach a Katowickim Holdingiem Węglowym. 30 czerwca 2005 roku został ogłoszony konkurs architektoniczno-urbanistyczny na opracowanie koncepcji funkcjonalno-przestrzennej dla Muzeum Śląskiego w Katowicach, którego laureatem została pracownia projektowa P.A. Nova z Gliwic. 7 grudnia tego samego roku wmurowano akt erekcyjny pod budowę nowej siedziby muzeum.

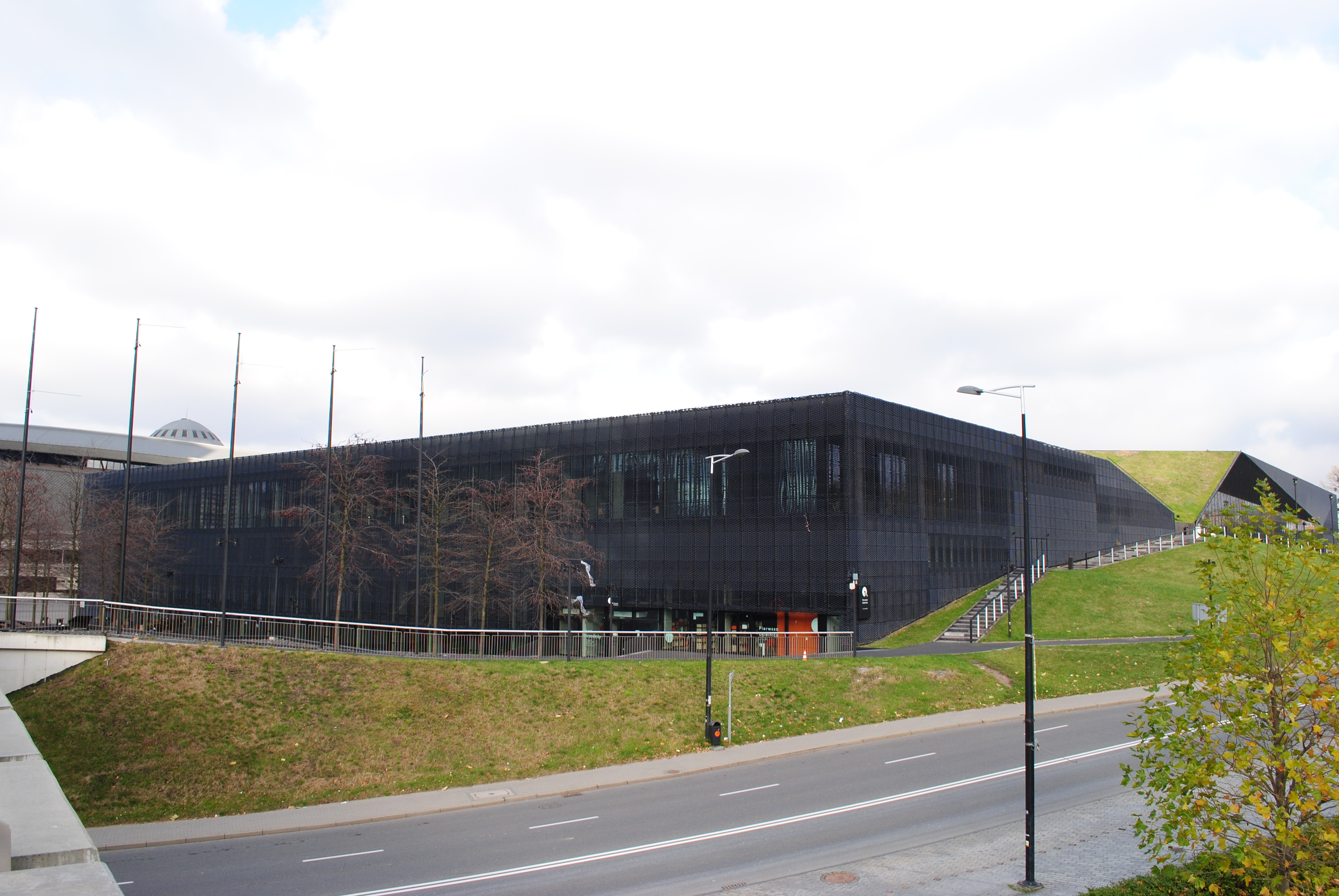
Międzynarodowe Centrum Kongresowe w Katowicach w listopadzie 2020 roku

30 października 2006 roku ogłoszono międzynarodowy konkurs na wykonanie koncepcji architektonicznej nowego gmachu muzealnego. Jego wyniki zostały przedstawione 15 czerwca 2007 roku – wybrano koncepcję pracowni Riegler Riewe Architekten z Grazu. Zakładała ona powstanie nowego budynku pod powierzchnią terenu i podkreślenie wartości istniejącej zabudowy kopalnianej. W przestrzeni zlikwidowanej kopalni „Katowice” wprowadzono szklane prostopadłościenne bryły: główne wejście do muzeum, budynek administracyjny oraz hol centralny (częściowo podziemny), a także mniejsze obiekty mieszczące urządzenia techniczne. Otwarcie nowej siedziby Muzeum Śląskiego w Katowicach nastąpiło 26 czerwca 2015 roku.

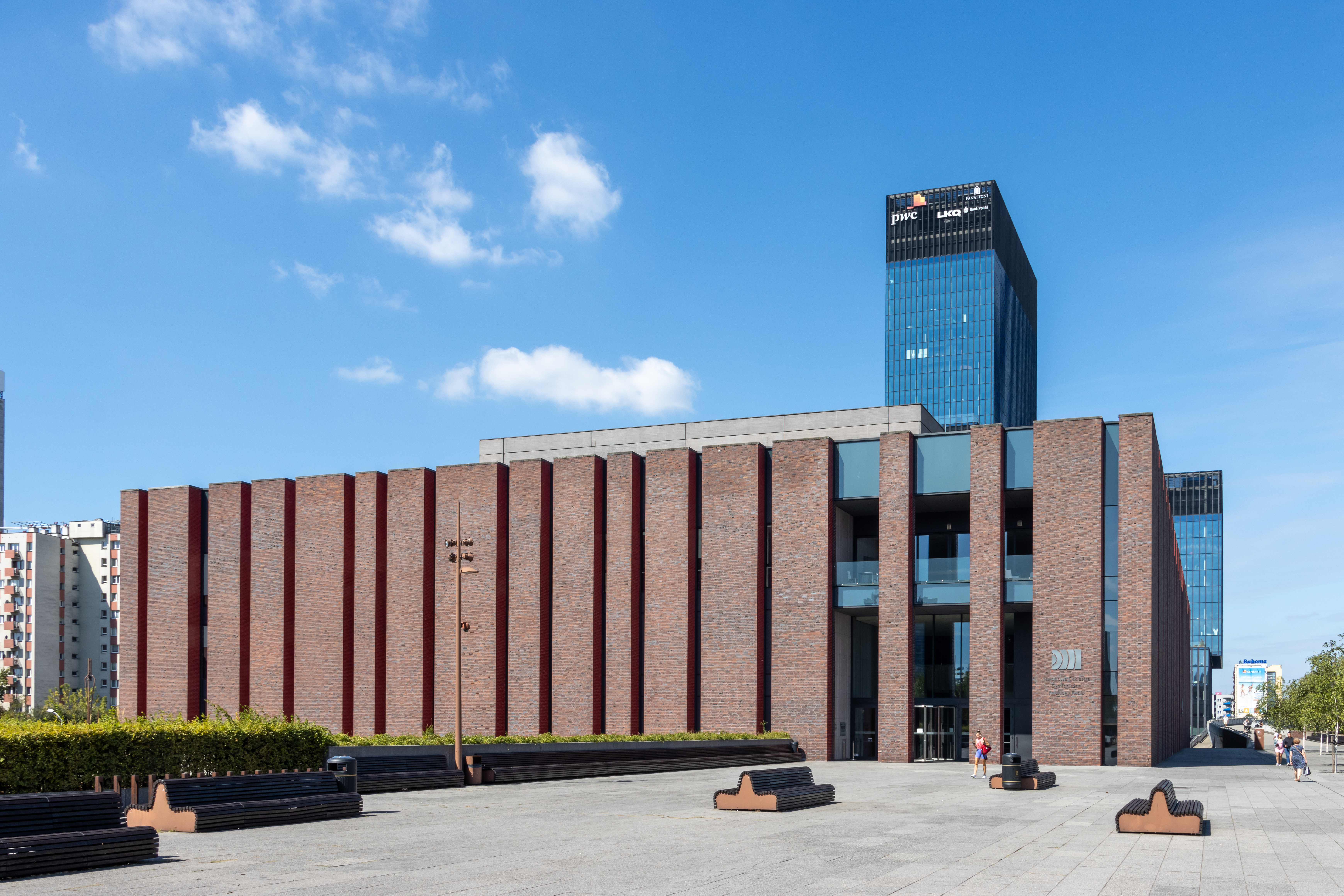
Siedziba NOSPR-u w sierpniu 2024 roku

W 2015 roku zostało oddane do użytku Międzynarodowe Centrum Kongresowe w Katowicach, zaprojektowane przez warszawską pracownię JEMS Architekci. Gmach ten charakteryzuje się bryłą z zewnętrznym pasażem pieszym prowadzonym po dachu w formie zielonej doliny. Elewacje pokryto cięto-ciągnioną czarną siatką. We wnętrzu znajduje m.in.: się foyer, sala bankietowa, audytorium, sala wielofunkcyjna na 8 tys. osób, sale konferencyjne, restauracja i kawiarnia.
W sąsiedztwie Międzynarodowego Centrum Kongresowego wzniesiono siedzibę Narodowej Orkiestry Symfonicznej Polskiego Radia, zaprojektowaną w pracowni Konior Studio kierowaną przez Tomasza Koniora. Gmach ten charakteryzuje się elewacją licowaną cegłą, której szkliwienie w niszach przybiera kolor czerwony. Główna sala koncertowa znajduje się pośrodku budowli i otacza go pierścień stanowiący ciąg pomieszczeń administracyjnych i sal ćwiczeń dla muzyków. Gmach ukończono w 2014 roku. Siedziba NOSPR-u stanęła w miejscu gmachu dyrekcji kopalni „Katowice”, położonego przy alei W. Roździeńskiego 3. Powstał w drugiej dekadzie XX wieku, a rozebrano go w latach 2001–2003.

## Obiekty zabytkowe i historyczne

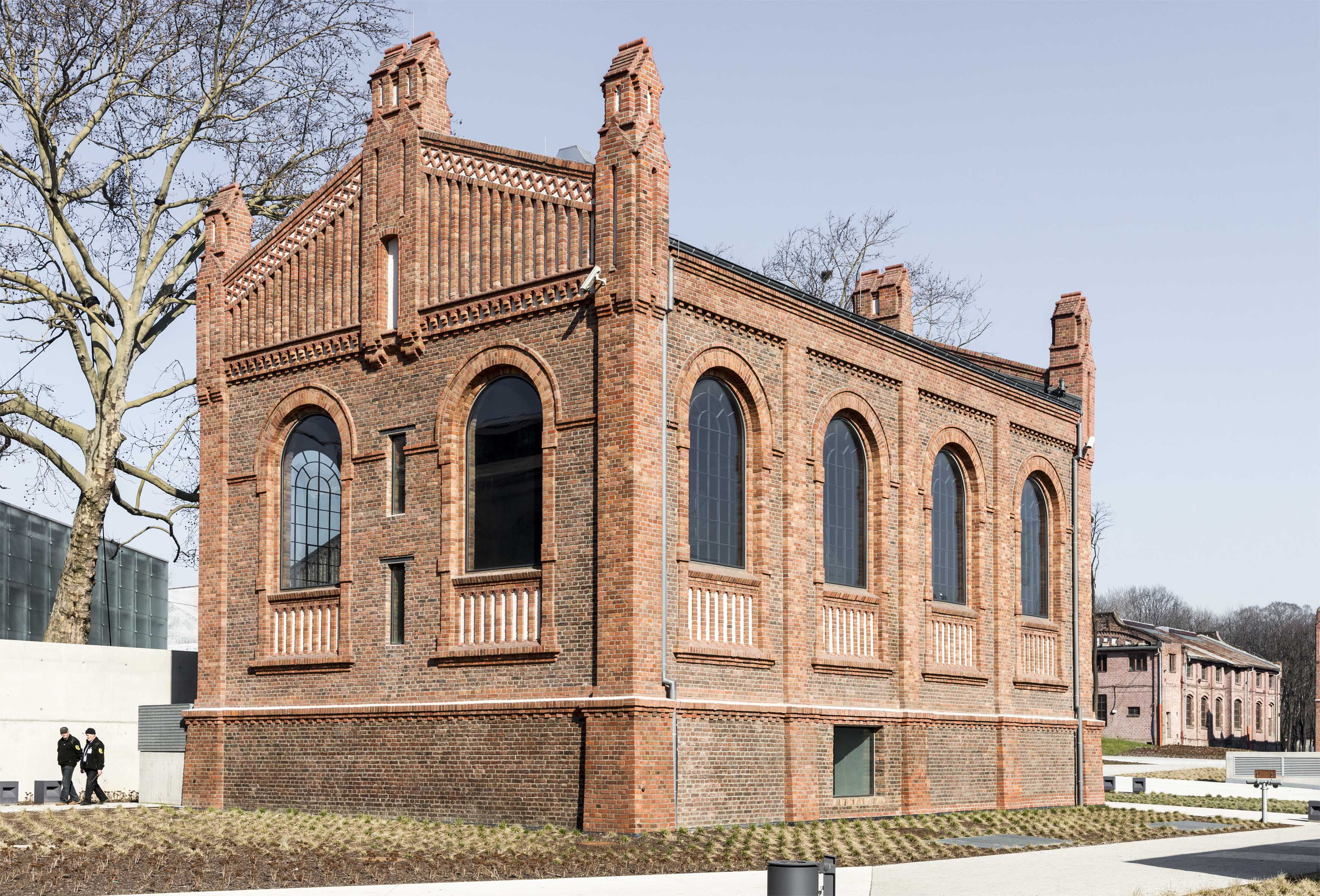
Maszynownia szybu „Warszawa I” (2014)

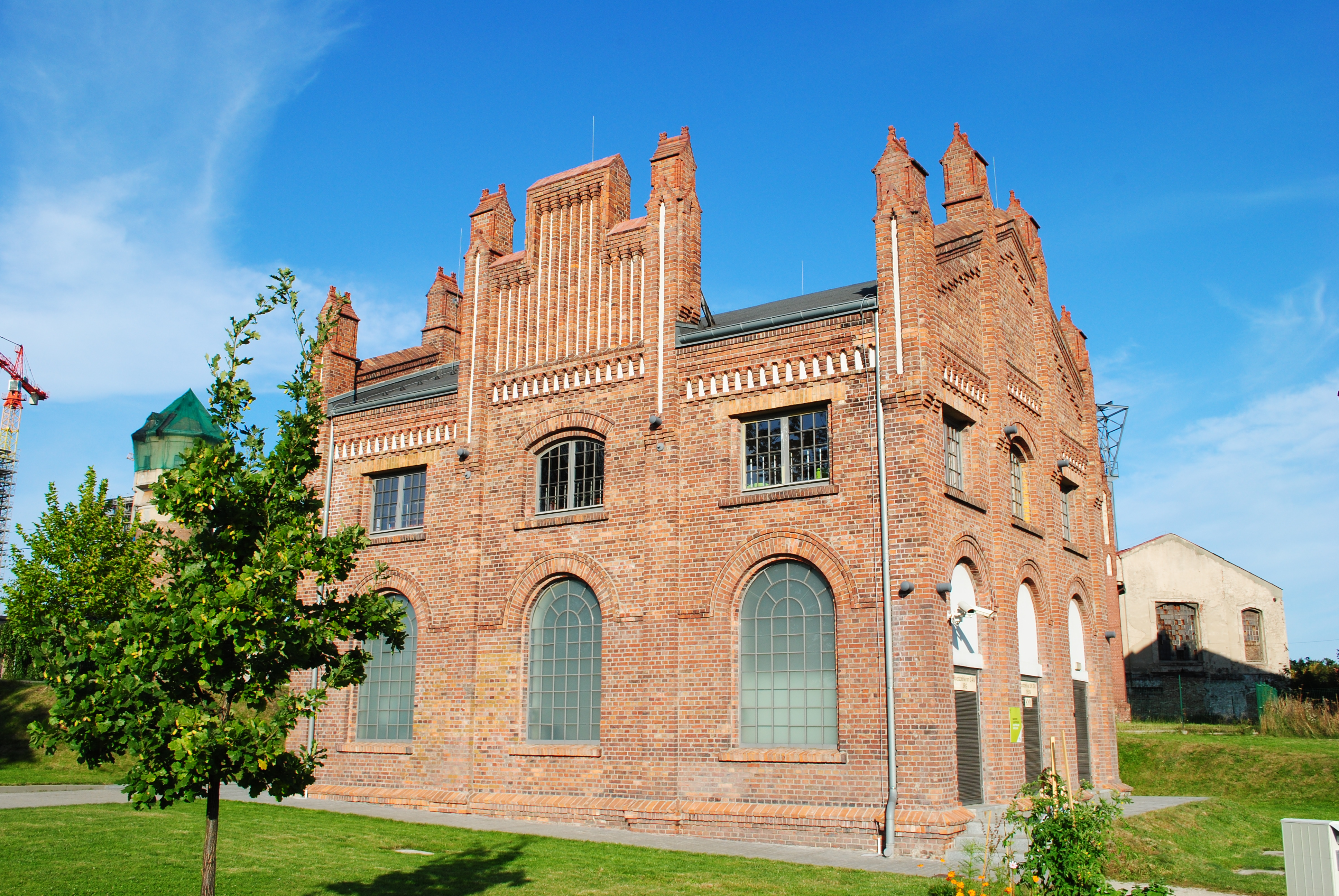
Warsztat elektryczny (2020)

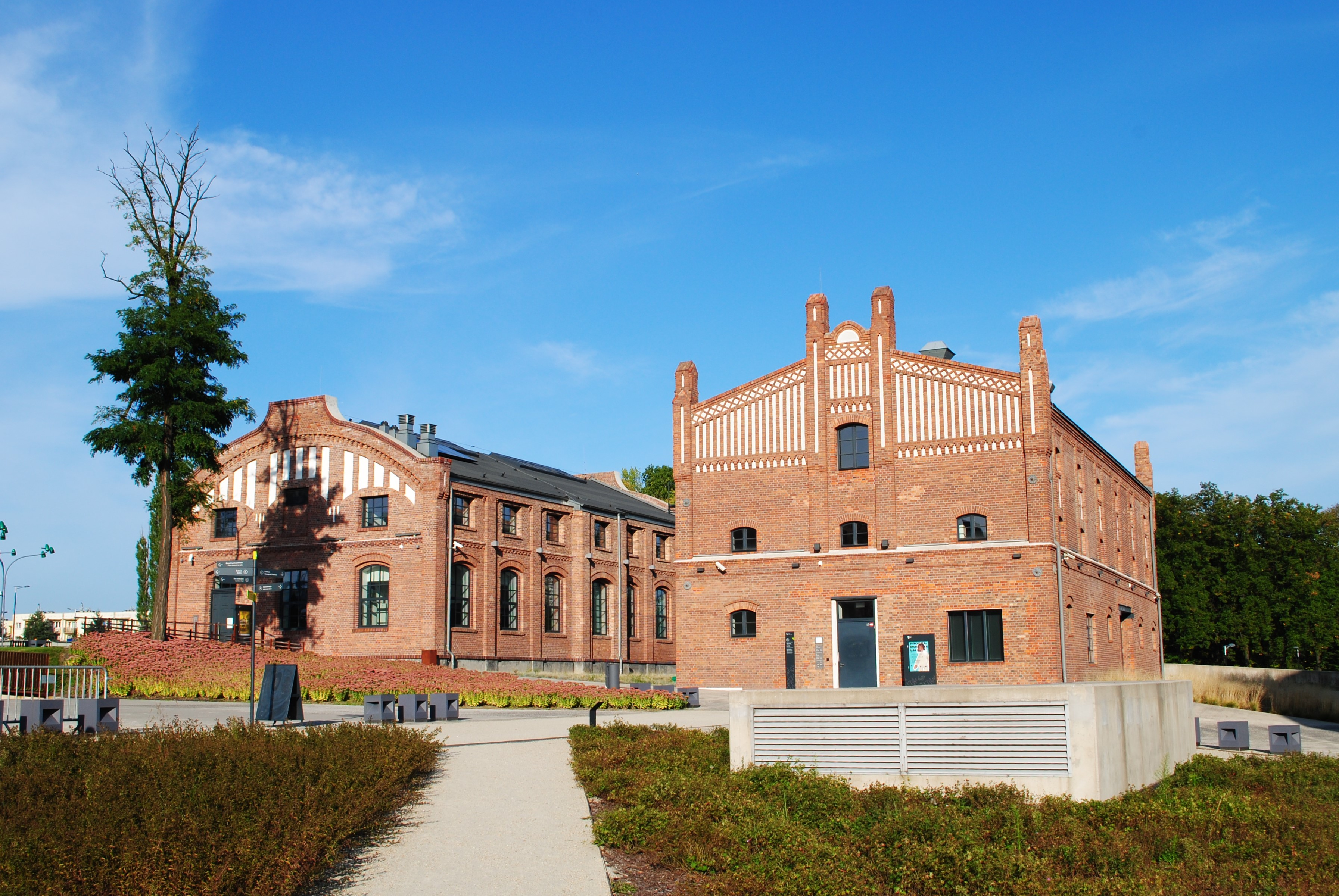
Stolarnia (po lewej) i magazyn odzieży roboczej (po prawej; 2020)

Zachowana zabudowa poprzemysłowa zlikwidowanej kopalni „Katowice” stanowi przykład utylitarno-użytkowej architektury przemysłowej przełomu XIX i XX wieku, utrzymywanej architektonicznie w stylu ceglanego historyzmu, z przewagą form neogotyckich i neoromańskich. Budynki posiadają bogate detale architektoniczne w formie gzymsów, fryzów schodkowych i arkadowych, sterczyn, obramień okiennych w układzie biforyjnym i triforyjnym, artykulacji lizenami i pilastrami czy ozdobnymi formami szczytów z tynkowanymi blendami.
Na zespół zabudowy kopalni „Katowice” składają się następujące obiekty:
- Wieża wyciągowa szybu „Warszawa II” (d. „Mauve”) – z 1905 roku, przebudowana w 1924 roku; najważniejsza dominanta wysokościowa kompleksu; po adaptacji na siedzibę Muzeum Śląskiego w Katowicach przebudowana na wieżę widokową[64],
- Nadszybie szybu „Bartosz” wraz z wieżą wyciągową – z lat 1881–1883, przebudowane w latach 1895–1900 i w 1905 roku[52]; jest to obiekt historyzujący, murowany z cegły, nietynkowany, wzniesiony na rzucie prostokąta; wieża wyciągowa posiada konstrukcję stalową i kratownicową, z 1900 roku[65],
- Maszynownia szybu „Bartosz” – z zachowaną parową maszyną wyciągową z 1892 roku; z lat 1893–1895[52],
- Maszynownia szybu „Warszawa I” – z 1900 roku; przebudowana w 1905 roku; zaadaptowana na restaurację[64]; jest to obiekt historyzujący z elementami neogotyku, murowany z cegły, nietynkowany, wzniesiony na rzucie prostokąta[65]
- Łaźnia główna – z 1909 roku; zaadaptowana pod pracownie muzealne[64]; jest to obiekt historyzujący, o cechach neogotyckich, murowany z cegły, nietynkowany, wzniesiony na rzucie prostokąta[65],
- Łaźnia „Gwarek” – z 1903 roku; wzniesiona jako maszynownia szybu „Gruschka”; po 1945 roku budynek zaadaptowano na łaźnię kopalnianą[52]; jest to obiekt historyzujący z elementami neogotyku, murowany z cegły, tynkowany wtórnie, powstały na rzucie zbliżonym do kwadratu[65],
- Warsztaty mechaniczne ze ślusarnią i kuźnią – z 1899 roku; przebudowany w 1911 roku[52]; jest to budynek historyzujący, murowany z cegły, wzniesiony na rzucie prostokąta[65],
- Warsztat elektryczny – z 1905 roku; pełni funkcje techniczne (rozdzielnie elektryczne i transformatory)[64]; jest to obiekt historyzujący z elementami neogotyku, murowany z cegły, nietynkowany, z detalami z cegły na elewacjach, powstały w rzucie zbliżonym do kwadratu[65],
- Stolarnia – z lat 1909–1910; zaadaptowana pod wystawę stałą Muzeum Śląskiego w Katowicach o nazwie Na tropie Tomka[64]; jest to obiekt historyzujący z elementami secesji, murowany, wzniesiony na rzucie prostokąta[65],
- Magazyn odzieży roboczej – z 1905 roku, wzniesiony jako spichlerz; zaadaptowany na siedzibę Centrum Scenografii Polskiej[64]; jest to obiekt historyzujący, o cechach neogotyku, murowany z cegły, nietynkowany, powstały na rzucie prostokąta[65],
- Siłownia i rozdzielnia – budynek połączony z nadszybiem szybu „Bartosz”; z lat 1893–1895, rozbudowany w latach 1921–1928[64]; jest to obiekt historyzujący z elementami neogotyku, murowany z cegły, nietynkowany, wzniesiony w rzucie nieregularnym[65],
- Rymarka – z 1905 roku[52]; jest to obiekt historyzujący z elementami neogotyku, murowany z cegły, nietynkowany, powstały na rzucie zbliżonym do kwadratu[65],
- Wieża ciśnień – z 1915 roku; jedna z dominant wysokościowych kompleksu[52]; jest to obiekt historyzujący, murowany z cegły, tynkowany, powstały na rzucie okręgu, z cylindrycznym trzonem[65],
- Cztery familoki pokopalniane (ul. Nadgórników 28, 30, 32, 34) – dawne mieszkania dyrekcji; z przełomu XIX i XX wieku, wzniesione według projektu architekta Blindowa[66].

Wszystkie obiekty wpisane są do gminnej ewidencji zabytków miasta Katowice, natomiast zespół szybu „Bartosz”, obejmujący budynek nadszybia z wieżą wyciągową, maszynownią wraz z wyposażeniem, budynek siłowni i hali sprężarek, do rejestru zabytków nieruchomych województwa śląskiego pod nr. A/16/99 z dnia 25 maja 1999 roku.

## Znani pracownicy
- Paweł Chromik – urzędnik kopalni „Katowice”, działacz podziemia w czasie II wojny światowej[67],
- Augustyn Halotta – górnik kopalni „Katowice”, aktor niezawodowy[68],
- Marek Kopel – pracownik kopalni „Katowice”, prezydent Chorzowa[69],
- Tomasz Kotlarz – nadgórnik kopalni „Katowice”, powstaniec śląski, działacz narodowy[70],
- Feliks Netz – pracownik kopalni „Katowice”, poeta, dziennikarz i publicysta[71],
- Andrzej Skowroński – pracownik kopalni „Katowice”, inżynier, wiceminister środowiska[72],
- Antoni Studencki – pracownik kopalni „Katowice”, działacz niepodległościowy, żołnierz ruchu oporu podczas II wojny światowej[73],
- Kazimierz Tymiński – pracownik kopalni „Katowice”, inżynier[74],
- Wincenty Wajda – sztygar kopalni „Katowice”[67], działacz ruchu oporu, żołnierz Wojska Polskiego i Armii Krajowej[75],
- Emanuel Wysocki – pracownik kopalni „Katowice”, poseł na Sejm PRL[76].